# Peter Bjorn and John

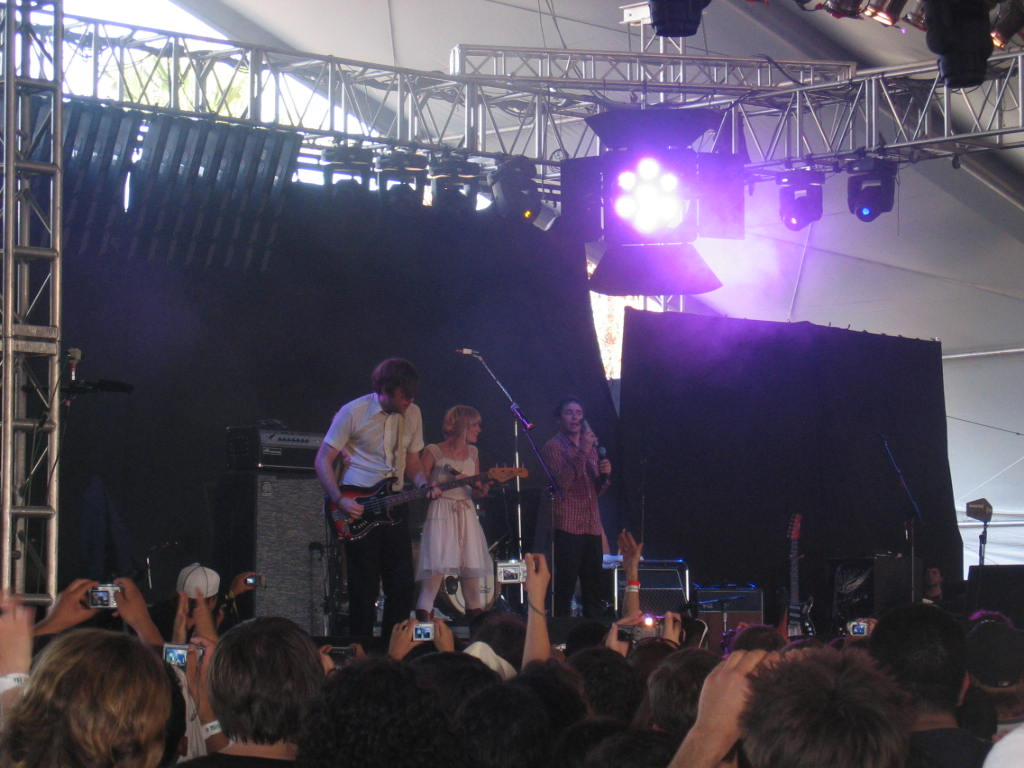
Peter Bjorn and John in 2007

Peter Bjorn and John is een Zweedse indieband, die in 1999 in Stockholm is opgericht. 
De leden zijn:
- Peter Morén (zang, gitaar en harmonica) (geboren 5 mei 1976)
- Björn Yttling (zang, basgitaar en keyboard) (geboren 16 oktober 1974)
- John Eriksson (drums, percussie en zang) (geboren 8 januari 1974)

Hun lied Young Folks van het album Writer's Block werd in 2006 een kleine hit in Europa en werd gebruikt in het voetbalspel FIFA 08.
In 2011 was Yttling een van de schrijvers van de hit I Follow Rivers, dat eerst een hit was voor Lykke Li en later voor Triggerfinger.